# منطقه تاریخی آرلینگتون هایتس
منطقه تاریخی آرلینگتون هایتس (به انگلیسی: Arlington Heights Historic District) یک منطقهٔ مسکونی در ایالات متحده آمریکا است که در ویرجینیا قرار دارد.